# Lilla Ullasjön
Lilla Ullasjön är en sjö i Halmstads kommun i Halland och ingår i Fylleåns huvudavrinningsområde. Sjön är 7 meter djup, har en yta på 0,0649 kvadratkilometer och är belägen 137,5 meter över havet.

## Delavrinningsområde
Lilla Ullasjön ingår i det delavrinningsområde (629319-133244) som SMHI kallar för Mynnar i Fylleåns vattendragsyta. Medelhöjden är 127 meter över havet och ytan är 24,99 kvadratkilometer. Det finns inga avrinningsområden uppströms utan avrinningsområdet är högsta punkten. Ulvsnäsabäcken som avvattnar avrinningsområdet har biflödesordning 2, vilket innebär att vattnet flödar genom totalt 2 vattendrag innan det når havet efter 17 kilometer. Avrinningsområdet består mestadels av skog (76 procent). Avrinningsområdet har 0,4 kvadratkilometer vattenytor vilket ger det en sjöprocent på 1,6 procent.